# Kotoko (peuple)
Pour les articles homonymes, voir Kotoko.

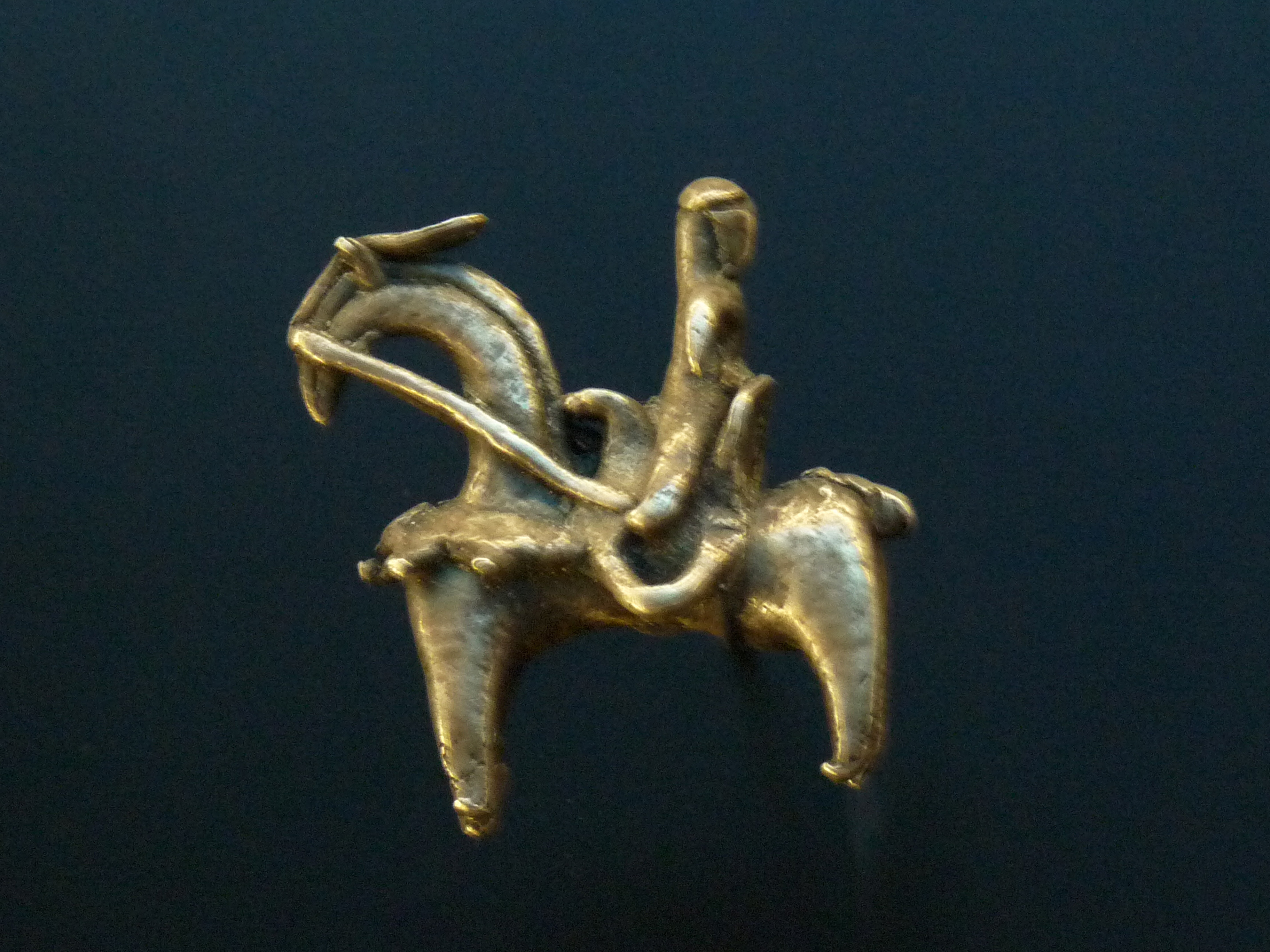
Putchu Guinadji, ou cavalier Kotoko, talisman et objet d'art typique de l'ethnie Kotoko (musée du quai Branly).

Les Kotoko sont une population d'Afrique centrale, dont le territoire est partagé entre le Cameroun principalement, le Tchad et le Nigeria.
La population globale est estimée à environ 90 000 personnes. La plupart sont musulmans, mais les croyances traditionnelles subsistent, notamment celles liées aux esprits de l'eau.

## Ethnonymie
Selon les sources et le contexte, on observe plusieurs autres formes : Bala, Kátakuu, Kótokoo, Kotokos, Makari, Mamaka, Mogori, Moria.

## Langues
Ils parlent le kotoko, un ensemble de langues tchadiques.

## Histoire et culture
Les Kokoto reste la plus ancienne des ethnies de la région de l'Extrême-Nord du Cameroun .
Ils se perçoivent comme des descendants des Sao.
Peuple polygame, leur organisation sociétale est basée sur des récits mythiques et des principautés, où les femmes autour du prince (première épouse (Gumsu), sœur ainée, concubines, mère), peuvent avoir un rôle important. Le prince, choisi par les dignitaires, doit surmonter les épreuves d'un long rituel, pour être intronisé "par les animaux tutélaires et les représentants des plus anciennes familles de la ville" et être considéré comme l'héritier direct des souverains Sao.